# Laila Adèle
Laila Adèle, egentligen Laila Adèle Chrona, född 16 februari 1978 i Fès i Marocko, är en svensk sångare och musikalartist.
Laila Adèle deltog i den svenska Melodifestivalen 2006 med låten "Don't Try To Stop Me" skriven av Henrik Hansson och Anders Hallbäck.
Hon har gjort flera musikalroller. 2007–2008 gjorde hon musikaldebut i Little Shop of Horrors på Halmstad teater, Slagthuset i Malmö och på Lorensbergsteatern i Göteborg med bland andra Jessica Andersson, Sven Melander, Thomas Petersson och Mikael Tornving. 2009–2010 medverkade hon i musikalen Hairspray på Chinateatern i Stockholm. 2010–2011 fick hon sin första huvudroll som Lucy i musikalen Jekyll & Hyde på Malmöoperan och åkte sen ut på turné. År 2011 medverkade hon i musikalen Legally Blonde på Nöjesteatern i Malmö. År 2013 gjorde hon den svenska dubbningsrösten till Vexy i Smurfarna 2, år 2018 gjorde hon den svenska dubbningsrösten till Jaaa i Disneyfilmen Röjar-Ralf kraschar internet och år 2021 gjorde hon den svenska dubbningsrösten till draken Sisu i Disneyfilmen Raya och den sista draken. År 2019 sjöng hon den svenska versionen av "Circle of Life" i spelfilmsversionen av Lejonkungen.
Under 2008 deltog Laila Adéle i TV4's talangprogram Idol 2008, men åkte ut i Globenuttagningens top 100.
Laila Adèle arbetar även som danslärare i Halland.

## Diskografi

### Album
- Laila Adèle (2001)
- Gratitude (2006) (Albumet helt digitalt, bland annat på USB-minne)
- It's Time (2016) (EP)

### Singlar
- "I Want You To Be With Me" (1999)
- "Glitter" / "Allt Har Sitt Pris" (med Pee Wee) (2000)
- "Din tid" (med Megaton) (2001)
- "Last To Know" (med Denise Lopez) (2003)
- "Don't Try To Stop Me" (2006)
- "Alone" (2015)
- "Drop Dead Beautiful" (2017)
- "Fire" (2019)

## Teater

### Roller
| År   | Roll           | Produktion                                                                 | Regi             | Teater                   |
| ---- | -------------- | -------------------------------------------------------------------------- | ---------------- | ------------------------ |
| 2009 | Cindy Dynamite | Hairspray Mark Shaiman och Scott Wittman                                   | Anders Albien    | Chinateatern             |
| 2010 | Lucy           | Jekyll & Hyde – the musical Leslie Bricusse och Frank Wildhorn             | Ronny Danielsson | Malmö Opera              |
| 2011 | Pilar          | Legally Blonde Heather Hach, Laurence O'Keefe och Nell Benjamin            | Anders Albien    | Nöjesteatern             |
| 2013 | Ensemble       | Miss Saigon Claude-Michel Schönberg, Alain Boublil och Richard Maltby, Jr. | Ronny Danielsson | Malmö Opera              |
| 2020 |                | Äppelkriget Hans Alfredson och Tage Danielsson                             | Annika Kofoed    | Helsingborgs stadsteater |
| 2024 | Effie          | Dreamgirls Henry Krieger och Tom Eyen                                      | Edward af Sillén | Chinateatern             |